# Catherine (canção)
"Catherine" foi a canção que representou o Luxemburgo no Festival Eurovisão da Canção 1969, interpretada em francês por Romuald. Foi a segunda canção a ser interpretada nesse evento, a seguir à canção jugoslava "Pozdrav svijetu", interpretada por Ivan e a banda 3M e antes da canção espanhola "Vivo Cantando", interpretada por Salomé. Terminou a competição em 11.º lugar (entre 16 concorrentes), tendo recebido um total de 7 pontos.

## Autores
- Letra: André di Fusco
- Música: Paul Mauriat, André Borgioli
- Orquestração: Augusto Algueró

## Letra
A canção é uma balada, na qual Romuald recorda-se de uma rapariga chamada Catherine, de quem estava apaixonado desde de que tinha 10 anos. Ele diz que apesar de não ter encontrado nunca mais, ele mantém esse sentimento por ela.A canção termina com a pergunta se ela já tinha encontrado o seu amor. Não fica claro se ele deseja que ela tenha encontrado o seu amor. 